# 지하수 오염
지하수 오염은 오염 물질이 땅으로 방출되어 지하수로 들어갈 때 발생한다. 이러한 유형의 수질 오염은 또한 지하수에 미미하고 원치 않는 성분, 오염 물질 또는 불순물이 존재하기 때문에 자연적으로 발생할 수 있다. 지하수 오염은 현장 위생 시스템, 매립지 침출수, 폐수 처리장에서 나오는 폐수, 새는 하수도, 휘발유 주유소, 수압 파쇄 또는 농업에 비료를 과도하게 사용하여 발생할 수 있다. 오염은 비소 또는 불화물과 같은 자연 발생 오염 물질로부터도 발생할 수 있다. 오염된 지하수를 사용하면 중독이나 질병(수인성 질병)의 확산을 통해 공중 보건에 위험을 초래한다.
오염 물질은 종종 대수층 내에 오염 물질 기둥을 생성한다. 대수층 내 물의 이동과 확산은 오염 물질을 더 넓은 지역에 퍼뜨린다. 종종 플룸 에지(plume edge)라고 불리는 그것의 전진하는 경계는 지하수 우물과 지하수 및 샘물과 같은 지표수와 교차할 수 있어 물 공급을 인간과 야생 동물에게 안전하지 않게 만든다. 플룸 프론트(Plume Front)라 불리는 플룸의 움직임은 수문학적 수송 모델이나 지하수 모델을 통해 분석될 수 있다. 지하수 오염 분석은 토양 특성과 부지 지질학, 수문 지질학, 수문학 및 오염 물질의 특성에 초점을 맞출 수 있다. 서로 다른 메커니즘이 오염 물질의 이동에 영향을 미친다. 지하수에서 확산, 흡착, 강수, 붕괴가 일어난다.
지표수와 지하수 오염의 상호 작용은 수 문학 수송 모델을 사용하여 분석된다. 지하수와 지표수 사이의 상호 작용은 복잡하다. 예를 들어, 많은 강과 호수는 지하수에 의해 공급된다. 이것은 지하수 대수층에 대한 손상을 의미한다. 따라서 파쇄 또는 과도한 추상화에 의해 이에 의존하는 강과 호수에 영향을 미칠 수 있다. 해안 대수층으로의 염수 침입은 그러한 상호 작용의 예이다. 예방 방법에는 예방 원칙 적용, 지하수 품질 모니터링, 지하수 보호를 위한 토지 구획, 현장 위생 시스템의 올바른 위치 지정 및 법률 적용이 포함된다. 오염이 발생하면 관리 접근 방식에는 사용 지점 수처리, 지하수 정화 또는 최후의 수단으로 폐기가 포함된다.